# Верхне-Выйское водохранилище
Верхне-Выйское водохранилище (Верхне-Выйский пруд) — водохранилище на реке Вые, в муниципальном образовании «город Нижний Тагил» Свердловской области России.

## Общее описание
Создано в 1938—1945 годах для организации питьевого водоснабжения города Нижний Тагил. Высота плотины водохранилища в дальнейшем неоднократно увеличивалась: в 1953 году плотина была доведена до отметки 197 метров, а в 1961 году — до отметки 205,7 метра. Эта отметка стала окончательной.
Плотина расположена в 7 километрах от устья реки Выя, 1,5 км на северо-запад от микрорайона Нижняя Черемшанка города Нижний Тагил. Водоём вытянут преимущественно в широтном направлении по прежнему руслу Выи. Возле плотины расположен посёлок Выйская Плотина, входящий в состав Нижнего Тагила. На левом берегу в низовьях — гора Негасимая. В средней части справа впадает река Полуденка. Берега водохранилища покрыты лесом. Популярное место рыбалки и отдыха, на берегах располагаются базы отдыха, детские лагеря. Ниже по течению расположено Нижне-Выйское водохранилище.

## Морфометрия
Площадь водосбора 272 км². Площадь зеркала водохранилища — 6 км², объём 36,5 млн м³ (при НМУ 205,7 метра). Максимальная высота плотины 18,7 метра, длина плотины 757 метров.

## Использование
Водохранилище — основа Верхне-Выйского гидроузла, вода которого подаётся в центральную часть города, микрорайоны Выя, Красный Камень, Тагилстрой и Рудник. В состав комплекса сооружений входят: плотина, автоматический водосброс, насосная станция I подъёма с водоприёмными сооружениями, донный водоспуск, насосная станция II подъёма, хлораторная, станция дезинфекции.

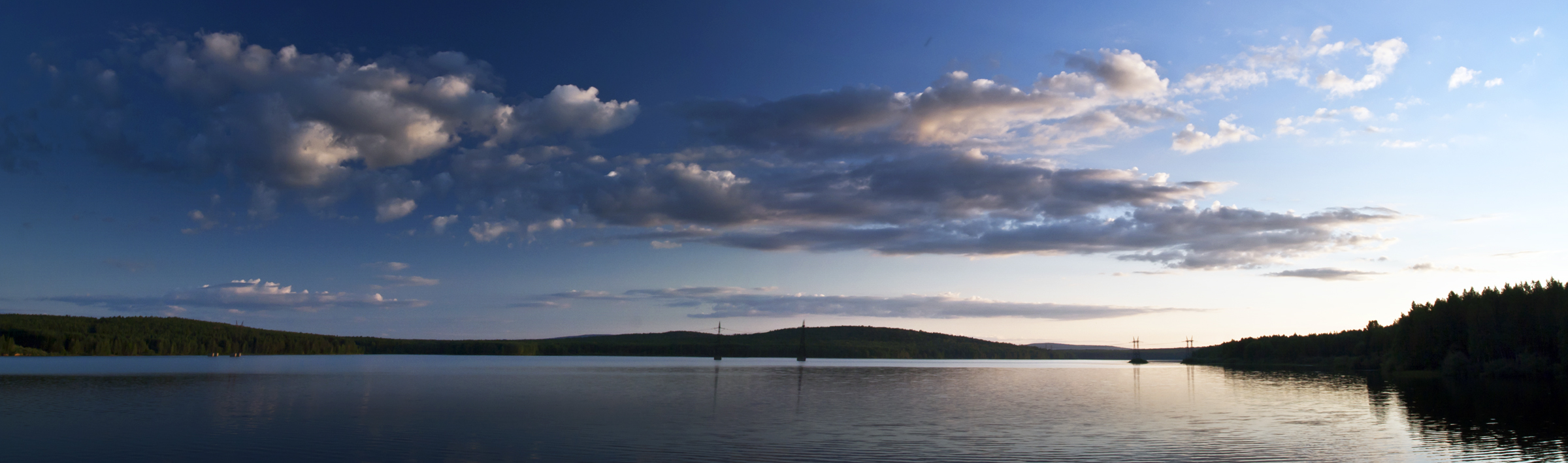
Закат на водохранилище
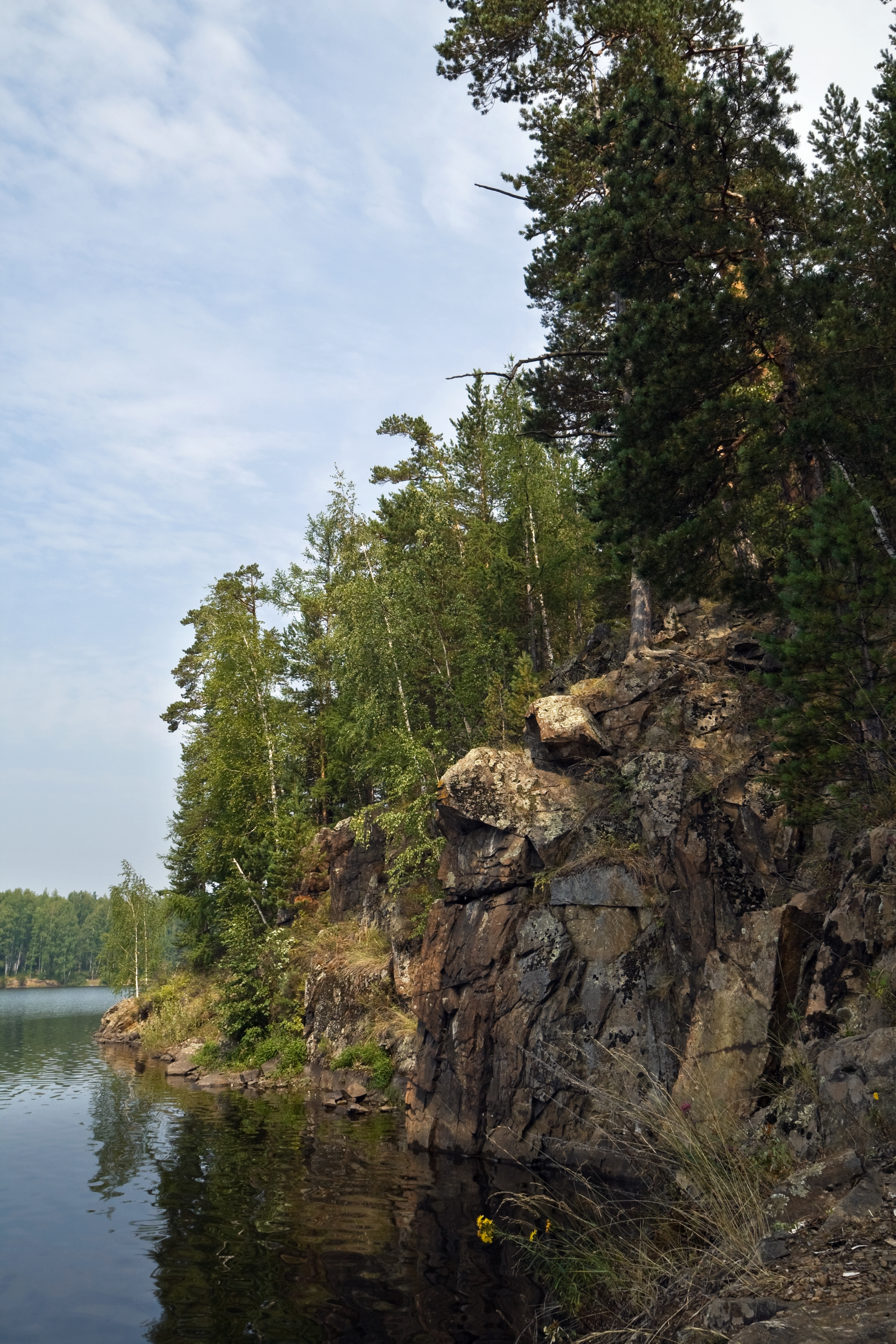
Берег водохранилища
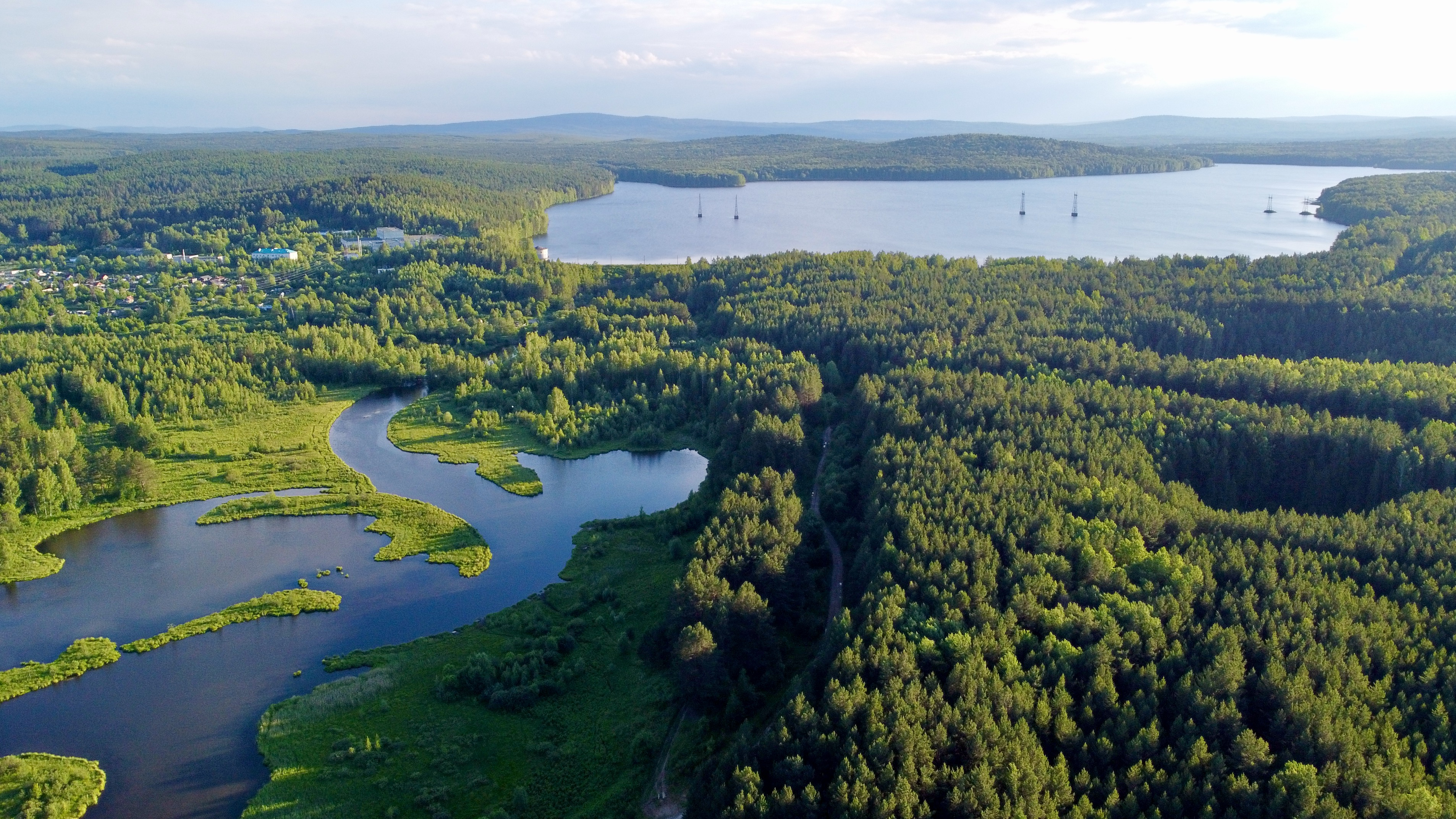
Выя между Верхне- и Нижне-Выйским водохранилищами
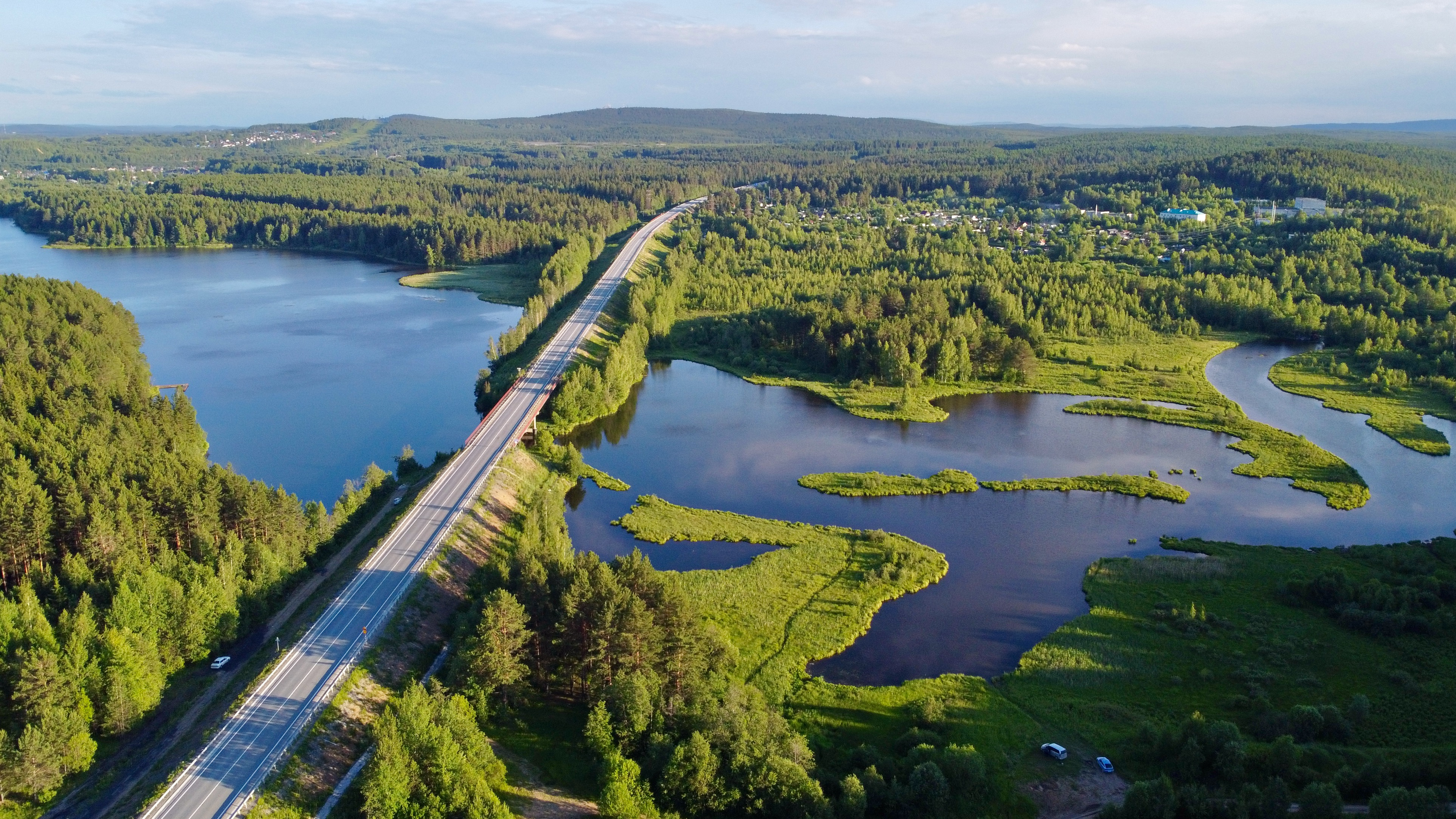
Серовский тракт между Верхне- и Нижне-Выйским водохранилищами